# Reichenow-Möglin
Reichenow-Möglin is een gemeente in de Duitse deelstaat Brandenburg, en maakt deel uit van het Amt Barnim-Oderbruch, dat een overkoepelende gemeente is binnen het Landkreis Märkisch-Oderland. Het gemeentebestiuur zetelt te Wriezen.
Reichenow-Möglin telt 559 inwoners.

## Delen der gemeente
- Reichenow
- Möglin

## Ligging en infrastructuur
De gemeente ligt niet dicht bij spoorlijnen, hoofdwegen of grote steden. De dichtstbijzijnde grotere plaats is Strausberg, 15 km zuidwestwaarts. Berlijn ligt bijna 50 km ten zuidwesten van Möhlin. Tien é 15 km oostwaarts stroomt de Oder, die de grens met Polen vormt.
In het uit 1900 daterende voormalige kasteel Reichenow is sinds 1997 een hotel gevestigd.

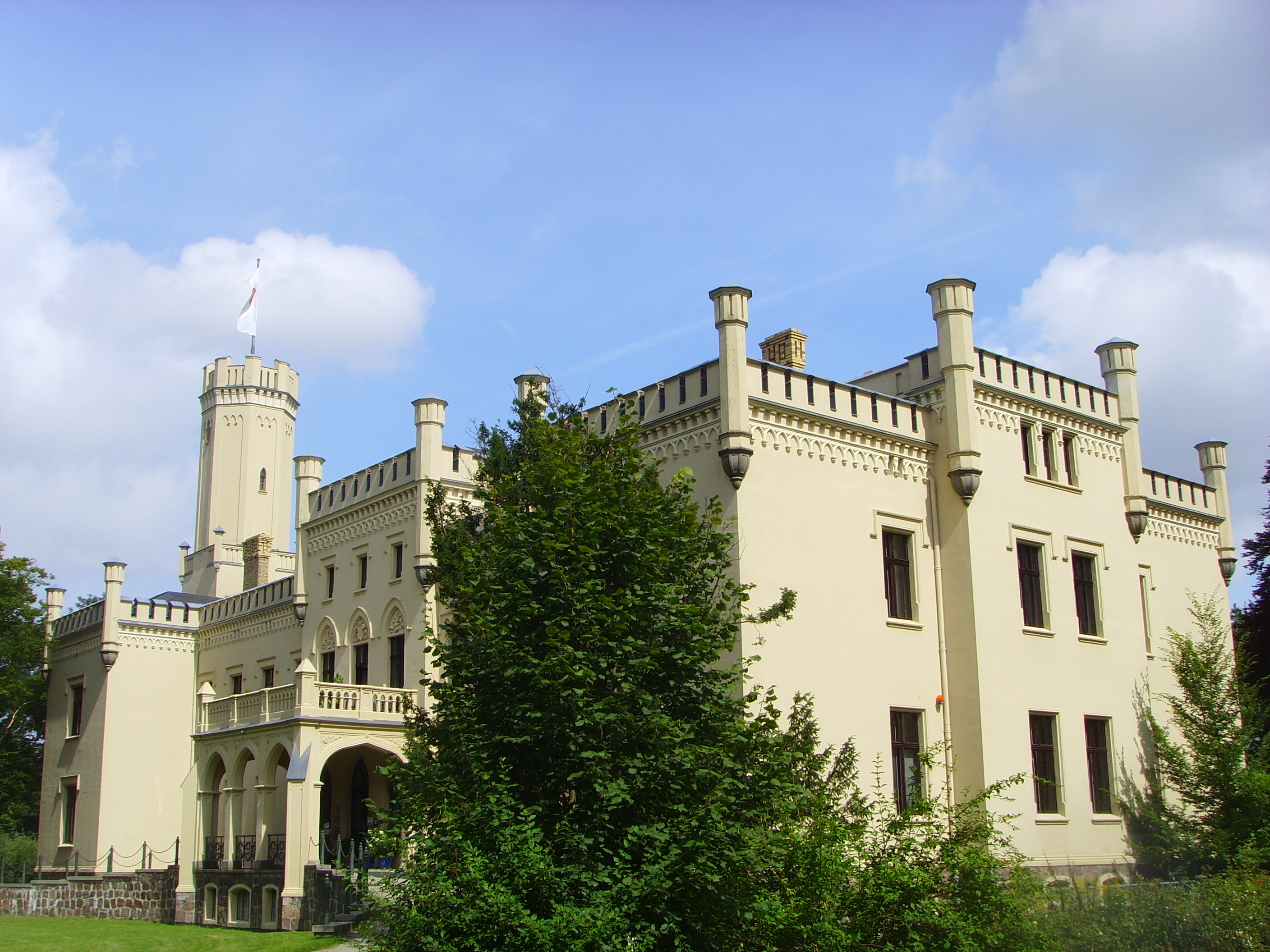
Kasteel Reichenow

## Rittergut Möglin
Een gedeelte van de gemeente bestaat uit het, al in de 14e eeuw in een document vermelde, Rittergut (landgoed) Möglin, waar de bekende landbouwkundige Albrecht Thaer (1752-1828) gewoond en gewerkt heeft. Hij is er  na zijn dood ook begraven. Thaer had hier een grote modelboerderij opgezet die vanaf 1804 een landbouwhogeschool (Landwirtschaftliche Akademie) was. Een bekend leerling van Thaer, Carl Sprengel, heeft hier ook  van 1804-1808 gewerkt. De landbouwhogeschool bleef hier tot 1861 gevestigd. Daarna was het landgoed tot 1945 in bezit van diverse gegoede families, en in de DDR-tijd was het eerst onderkomen voor vluchtelingen en daarna woonverblijf voor boeren in de omgeving. 
Na de Wende werden het park en het gebouw zelf, dat tegenwoordig ook wel Thaerhof genoemd wordt, opgeknapt, en het geheel is nu weer privé-bezit van een aanzienlijke familie.  Enkele vertrekken waren tot 2008 als Albrecht-Thaer-Museum in gebruik; het museum is in dat jaar verhuisd naar een nieuw gebouw in het dorpje Möglin. Het omliggende kasteelpark is vrij toegankelijk.

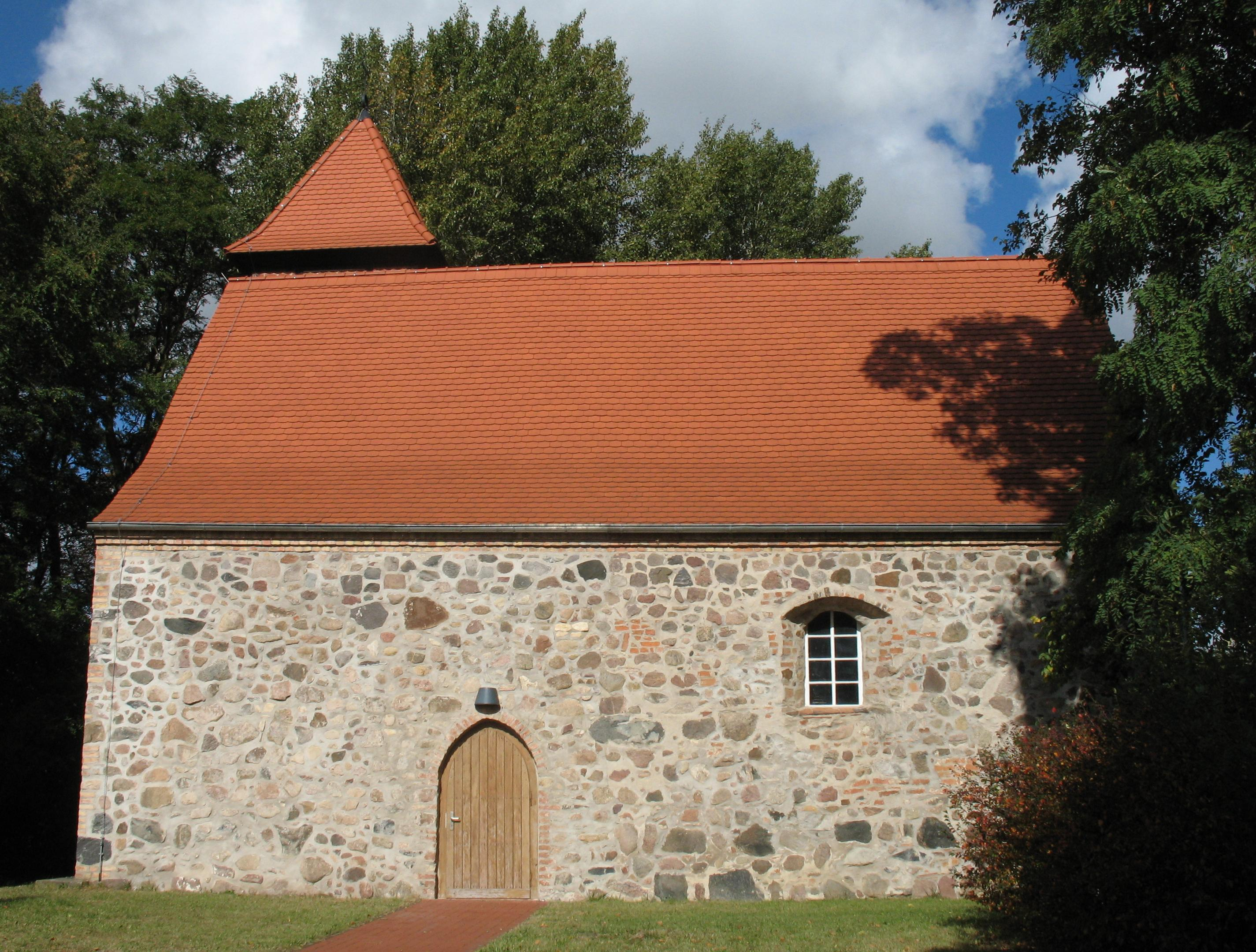
Kerkje van dorp en Rittergut Möglin
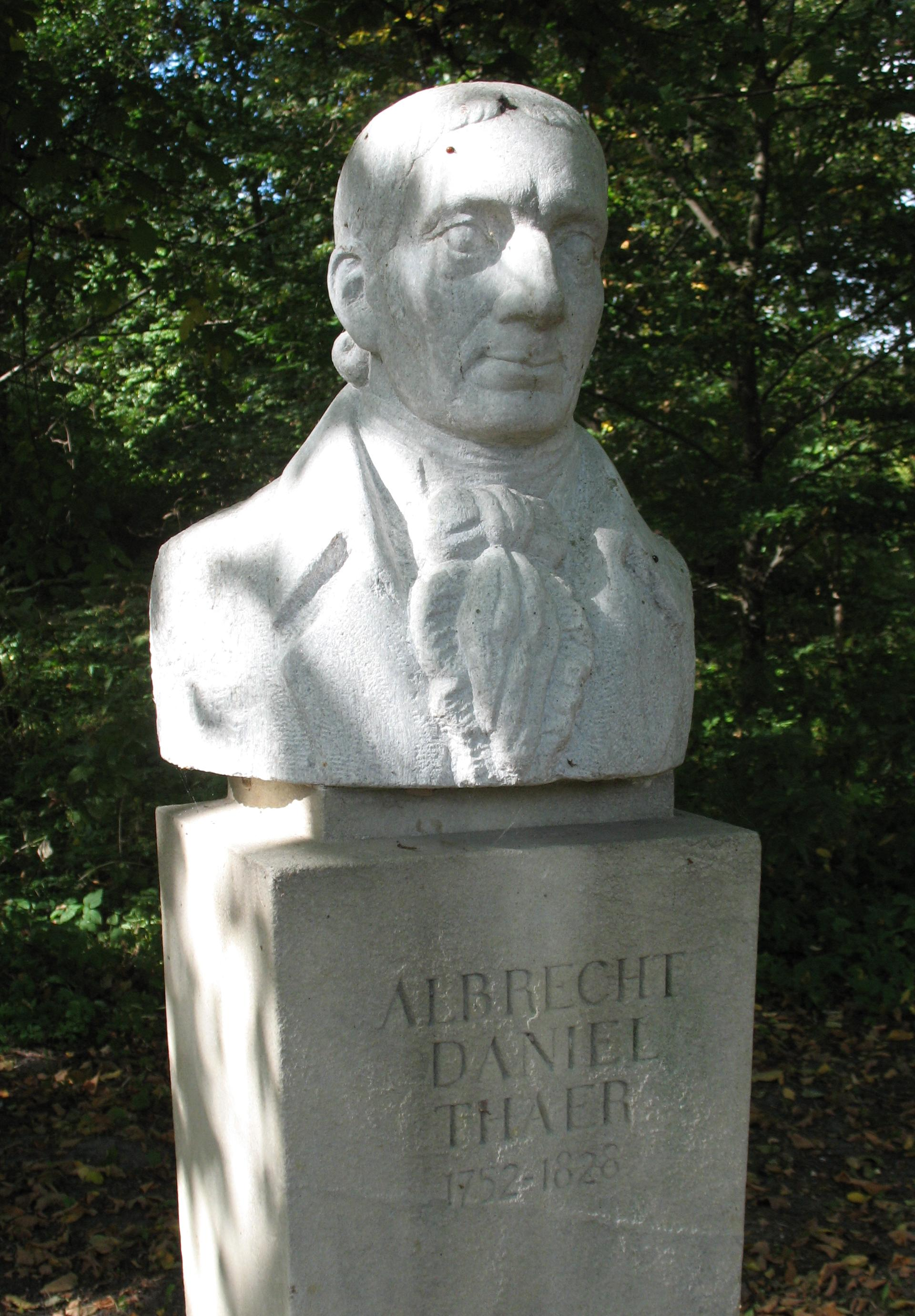
Albrecht Thaer-monument in het kasteelpark
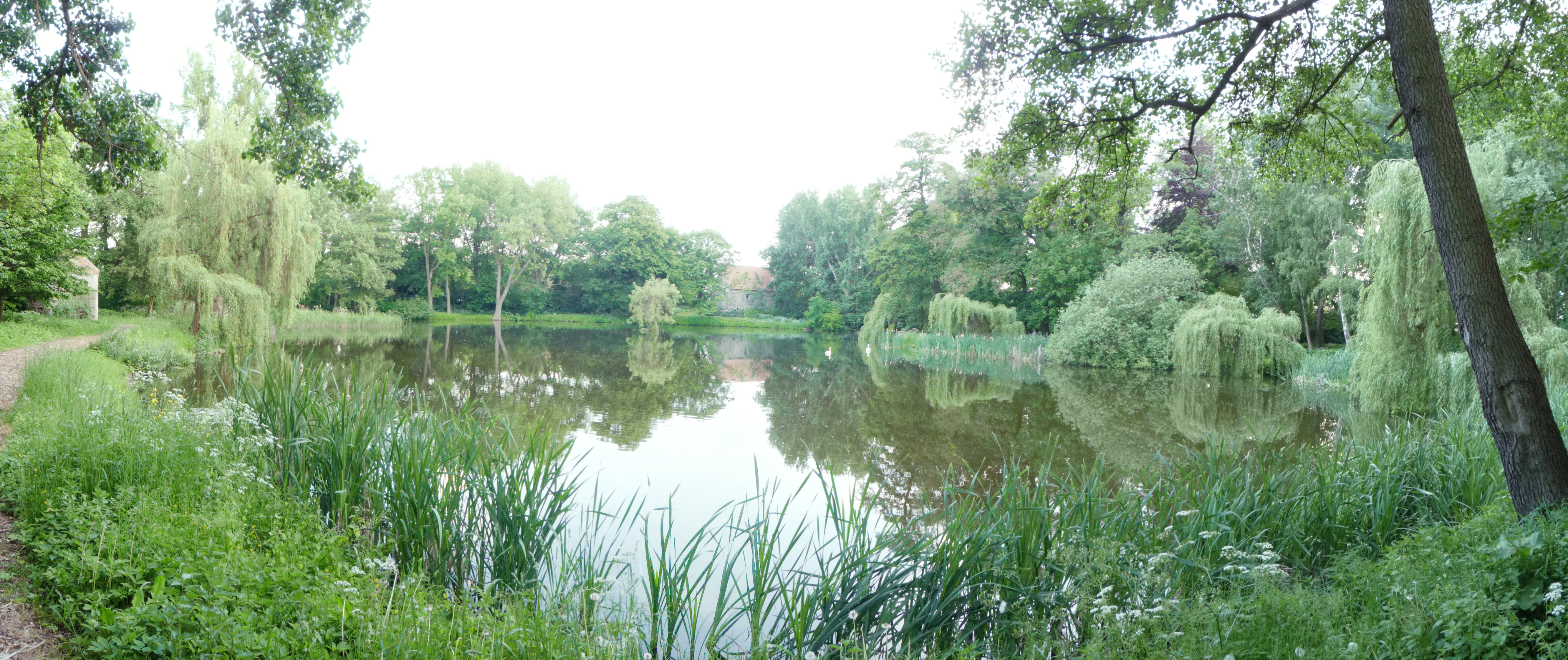
Kasteelpark

Altlandsberg ·
Alt Tucheband ·
Bad Freienwalde ·
Beiersdorf-Freudenberg ·
Bleyen-Genschmar ·
Bliesdorf ·
Buckow (Märkische Schweiz) ·
Falkenberg ·
Falkenhagen (Mark) ·
Fichtenhöhe ·
Fredersdorf-Vogelsdorf ·
Garzau-Garzin ·
Golzow ·
Gusow-Platkow ·
Heckelberg-Brunow ·
Höhenland ·
Hoppegarten ·
Küstriner Vorland ·
Lebus ·
Letschin ·
Lietzen ·
Lindendorf ·
Märkische Höhe ·
Müncheberg ·
Neuenhagen bei Berlin ·
Neuhardenberg ·
Neulewin ·
Neutrebbin ·
Oberbarnim ·
Oderaue ·
Petershagen/Eggersdorf ·
Podelzig ·
Prötzel ·
Rehfelde ·
Reichenow-Möglin ·
Reitwein ·
Rüdersdorf bei Berlin ·
Seelow ·
Strausberg ·
Treplin ·
Vierlinden ·
Waldsieversdorf ·
Wriezen ·
Zechin ·
Zeschdorf